# Nanuli Szewardnadze
Nanuli Szewardnadze, z domu Cagareiszwili (ur. 1929, zm. 20 października 2004 w Tbilisi) – gruzińska i radziecka dziennikarka, żona prezydenta Gruzji Eduarda Szewardnadzego, w latach 1995–2003 pierwsza dama II Republiki. 

## Życiorys
Pochodziła z rodziny represjonowanej w czasach stalinizmu; jej ojciec Rażden Cagareiszwili został rozstrzelany w okresie stalinizmu. W 1951 wyszła za mąż za Eduarda Szewardnadzego. Razem mieli syna Paatę i córkę Mananę, doczekali się również pięciorga wnuków. 
Przed przeprowadzką do Moskwy w 1985, gdy jej mąż objął stanowisko ministra spraw zagranicznych ZSRR, pracowała w prasie kobiecej. 
Jako pierwsza dama Gruzji zajmowała się działalnością charytatywną, m.in. stała na czele organizacji "Gruzińskie kobiety na rzecz pokoju i życia", pomagała osieroconym dzieciom, była honorową przewodniczącą międzynarodowego stowarzyszenia "The White Scarf".